# Life (álbum de Simply Red)
Life es el quinto álbum de la banda inglesa Simply Red publicado en octubre de 1995. En este álbum apareció el hit Fairground, el primer tema de la banda que alcanzó el número 1 en su país de origen. Este disco además trajo el hit We're in This Together, utilizado como canción oficial de la Eurocopa 1996.

## Lista de canciones
1. You Make Me Belive - 3:55
2. So Many People - 5:22
3. Lives And Loves - 3:23
4. Fairground - 5:34
5. Never Never Love - 4:22
6. So Beautiful - 5:00
7. Hillside Avenue - 4:47
8. Remembering The First Time - 4:46
9. Out On The Range - 6:03
10. We're In This Together - 4:17

- Datos: Q2347613